# Merčimden
Il Merčimden (in russo Мерчимден?) è un fiume della Russia asiatica, affluente di destra dell'Olenëk, che scorre nella parte settentrionale della Siberia Orientale, nella Sacha (Jacuzia).
Il fiume a origine e scorre nell'altopiano della Siberia centrale in direzione settentrionale. Sfocia nell'Olenëk nel suo basso corso, a 539 km dalla foce. Il fiume ha una lunghezza di 218 km; il bacino è di 4 080 km². Gela dalla prima metà di ottobre, sino all'inizio di giugno. Il maggior affluente, da sinistra, è il Chajajach-Jurjach, lungo 46 km.